# Hudson (Wisconsin)
Hudson és una població dels Estats Units a l'estat de Wisconsin. Segons el cens del 2000 tenia 11.865 habitants.

## Demografia
Segons el cens del 2000, Hudson tenia 8.775 habitants, 3.687 habitatges, i 2.271 famílies. La densitat de població era de 627,4 habitants per km².
Dels 3.687 habitatges en un 31,3% hi vivien nens de menys de 18 anys, en un 50,4% hi vivien parelles casades, en un 8,1% dones solteres, i en un 38,4% no eren unitats familiars. En el 29,1% dels habitatges hi vivien persones soles el 9,8% de les quals corresponia a persones de 65 anys o més que vivien soles. El nombre mitjà de persones vivint en cada habitatge era de 2,35 i el nombre mitjà de persones que vivien en cada família era de 2,94.
Per edats la població es repartia de la següent manera: un 24,5% tenia menys de 18 anys, un 9,4% entre 18 i 24, un 34,8% entre 25 i 44, un 19,9% de 45 a 60 i un 11,4% 65 anys o més.
L'edat mediana era de 33 anys. Per cada 100 dones de 18 o més anys hi havia 89,3 homes.
La renda mediana per habitatge era de 50.991 $ i la renda mediana per família de 63.953 $. Els homes tenien una renda mediana de 42.108 $ mentre que les dones 31.268 $. La renda per capita de la població era de 26.921 $. Aproximadament l'1,7% de les famílies i el 3,5% de la població estaven per davall del llindar de pobresa.

## Poblacions més properes
El següent diagrama mostra les poblacions més properes.